# Keimove boje
Keimfarben GmbH srednje je veliko poduzeće sa sjedištem u Diedorfu blizu Augsburga. Pripada skupini tvrtki Leonhard Moll AG i vodeći je svjetski proizvođač silikatnih boja – Keimovih boja. Zgrade kao što su Bijela kuća,  Buckinghamska palača, Sydney Opera House,  Boljšoj teatar i Kremlj obojene su Keimovim bojama.
Osnivač tvrtke Adolf Wilhelm Keim smatra se izumiteljem silikatnih boja (mineralnih boja) koje su revolucionirale građevinsku i ličilačku djelatnost krajem 19. stoljeća.

## Povijest
Intenzivna istraživanja vodenog stakla započela su za vrijeme vladavine bavarskog kralja Ludwiga I. Monarh je bio oduševljen živopisnim freskama slikanim vapnenim bojama u sjevernoj Italiji i želio je moći uživati u raskoši ovakovih boja u njegovoj rodnoj Bavarskoj. Međutim, oštra njemačka klima nije bila pogodna za tehnologiju koja se koristi u Italiji.
Obrtnik i istraživač Adolf Wilhelm Keim konačno je uspio upotrijebiti odgovarajuću mješavinu tekućeg vodenog stakla (kalijevog silikata) i mineralnih pigmenata boje kako bi stvorio boju koja je udovoljavala zahtjevima klime sjeverno od Alpa, a istovremeno imala sjajnu boju. Razlog postojanosti boje leži u kemijskom povezivanju veziva s podlogom (silifikacija). Godine 1878. Keim je patentirao svoje mineralne boje i tako postavio temelje za današnju tvrtku Keimfarben GmbH. Prvi proizvodni pogon bio je u blizini kamenoloma vapnenca u Offenstettenu (sada dio Abensberga) u Donjoj Bavarskoj.
Nakon Prvog svjetskog rata poduzeće je preseljeno u Neusäß blizu Augsburga i od 20. siječnja 1919. nosilo je naziv Industriewerke Lohwald AG. Naziv polja Lohwald bio je dio općine Neusäß. Od 1920. do 1950. godine broj zaposlenih kretao se između 20 i 30. Od početka 1960-ih radna snaga se povećala na 60 ljudi. Godine 1966. naziv je promijenjen u Industriewerke Lohwald Keimfarben GmbH & Co. KG, kasnije u Keimfarben GmbH & Co. KG.
Zbog uspješnih proširenja, od sredine 1980-ih nadalje postalo je potrebno proširenje proizvodnih i administrativnih pogona, ali to u Lohwaldu više nije bilo moguće zbog građevinskih propisa. U skladu s tim, tvrtka je 1989. preselila svoje sjedište i proizvodnju u Diedorf. Poduzeće u Lohwaldu 1992. godine preuzeo je grad Neusäß, koji je na njemu izgradio starački dom i stanove za starije osobe. Uz naziv ulice Keimstrasse, građevinska cjelina koja je danas zaštićena zgrada, vratarnica, sačuvana je od lokacije tvrtke Lohwalder. 

## Proizvodi
Keim je postavio temelje za uspjeh Keimovih boja 1878. s KEIM Purkristalat, dvokomponentnom čistom silikatnom bojom. Godine 1962. slijedi druga generacija Keim boja s Keim Granitalom, prvom disperzijskom silikatnom bojom, koja je za razliku od Purkristalata jednokomponentna i samim time lakša za obradu. Godine 2002. Keimfarben je na tržište iznio Keim Soldalit, sol-silikatnu boju ili silika-sol-silikatnu boju (vezivo silika sol i vodeno staklo), što upotrebu silikatnih boja čini još univerzalnijom i lakšom.